# Toshiaki Kobayashi
Toshiaki Kobayashi (jap. 小林 敏明, Kobayashi Toshiaki, Pseudonym: Kobayashi Binmei bei gleicher Schreibung; * 29. November 1948, Präfektur Gifu) ist ein japanischer Philosoph. Seine Schwerpunkte sind Philosophie, Psychopathologie und Ideengeschichte.

## Leben
Kobayashi wurde in der Präfektur Gifu geboren. Er studierte an der Universität Nagoya, wo er 1971 sein Studium und 1974 sein höheres Studium abschloss. In Nagoya nahm er an der Studentenbewegung 1968/69 sowie an einer Bürgerbewegung gegen die Olympischen Spiele teil. Ab 1976 war er in der bekannten Nachhilfeschule (予備校, Yobikō) Kawaijuku tätig. 1984 wurde er Gastforscher am Institut für Religionswissenschaft der Freien Universität Berlin. Ab 1992 forschte er in der Psychiatrie der Universität Heidelberg. 1996 erwarb er den Doktorgrad von der Freien Universität Berlin und trat eine Stelle als wissenschaftlicher Mitarbeiter im Ostasiatischen Institut der Universität Leipzig an, wo er nach seiner Habilitation bis 2014 als außerplanmäßiger Professor tätig war. Seit der Nuklearkatastrophe von Fukushima im Jahr 2011 engagiert sich Kobayashi im Rahmen der Anti-Atom-Gruppierung „Sayonara Nukes Berlin“.

## Leistungen
Neben seiner Rolle beim Wiederaufbau und der Neuausrichtung der Leipziger Japanologie ist Kobayashi heute vor allem durch seine umfangreichen Arbeiten zur Melancholie und der Philosophie Nishida Kitarōs, einem Vertreter der Kyōto-Schule, bekannt.

## Werke
- Melancholie und Zeit. Stroemfeld, Frankfurt a. M./Basel 1998.
- Denken des Fremden : am Beispiel von Kitaro Nishida. Stroemfeld, Frankfurt a. M./Basel 2002.
- ‚Kotonari‘ no genshōgaku (〈ことなり〉の現象学). Tokyo, 弘文堂 (Bunmeidō) 1987
- Arēteia no kansei (アレーテイアの陥穽). Tokyo, ユニテ (Unite) 1989.
- Seishinbyōri kara miru gendaishisō (精神病理からみる現代思想). Tokyo, 講談社現代新書 (Kōdansha) 1991.
- Nishida Kitarō - tasei no buntai (西田幾多郎－他性の文体). 太田出版 (Ōta Shuppan) 1997.
- Nishida Kitarō no yūutsu (西田幾多郎の憂鬱). 岩波書店 (Iwanami Shōten) 2003 & 岩波現代文庫 (Iwanami Gendai Bunko) 2011.
- Hiromatsu Wataru - kindai no chōkoku (廣松渉－近代の超克). 講談社 (Kōdansha) 2007 & 講談社学術文庫 (Kōdansha Gakujutsu Bunko) 2015.
- Yūutsu na kuni / Yūutsu na bōryoku: seishinbunsekiteki nihon ideorogī ron (憂鬱な国／憂鬱な暴力 精神分析的日本イデオロギー論). 以文社 (Ibunsha) 2008.
- Chichi to ko no shisō: nihon no kindai wo yomitoku (父と子の思想 日本の近代を読み解く). ちくま新書 (Chikuma shinsho) 2009.
- ‚Shutai‘ no yukue: kindainihonshisōshi e no ichishikaku (〈主体〉のゆくえ 近代日本思想史への一視角). 講談社選書メチエ (Kōdansha Sensho Mechie) 2010.
- Furoitokōgi ‚shi no yokudō‘ wo yomu (フロイト講義＜死の欲動＞を読む). せりか書房 (Serika Shobō) 2012.
- Nishidatetsugaku wo hiraku ‚eien no ima‘ wo megutte (西田哲学を開く　＜永遠の今＞をめぐって). 岩波現代文庫 (Iwanami Gendai Bunko) 2013.
- Fūkei no muishiki: C.D. Furīdorihhiron (風景の無意識　C・D・フリードリッヒ論). 作品社 (Sakuhinsha) 2014.
- Karatanikōjinron: ‚tasha‘ no yukue (柄谷行人論　＜他者＞のゆくえ). 筑摩選書 (Chikuma Sensho) 2015.
- Yūutsu naru Sōseki (憂鬱なる漱石). せりか書房 (Serika Shobō) 2015.
- Natsume Sōseki to Nishida Kitarō: kyōmei suru Meiji no seishin (夏目漱石と西田幾多郎　共鳴する明治の精神). 岩波新書 (Iwanami Shinsho) 2017.
- Kokyō sōshitsu no jidai (故郷喪失の時代). 文藝春秋 (Bungei Shunjū) 2020.

## Koautorenschaft, Herausgeberschaft
- Kokuhatsu: 1988 Nagoya Orinpikku (告発・1988名古屋オリンピック). 風媒社 (Fūbaisha) 1981 (Koautorenschaft & Herausgeberschaft).
- Hiromatsu Wataru ron (廣松渉論). ユニテ (Unite) 1982 (Koautorenschaft & Herausgeberschaft).
- Tetsugakusha Hiromatsu Wataru no kokuhakuteki kaisōroku (哲学者廣松渉の告白的回想録). 河出書房新社 (Kawade Shobō Shinsha) 2006 (Herausgeberschaft & Kommentar).
- Kindai nihon shisō sen: Nishida Kitarō (西田幾多郎　近代日本思想選). ちくま学芸文庫 (Chikuma gakugei bunko) 2020 (Herausgeberschaft & Kommentar).

## Übersetzungen
- Kôjin Karatani: Ursprünge der modernen japanischen Literatur. Stroemfeld/Nexus, Frankfurt a. M. 1996 (aus dem Japanischen ins Deutsche, mit Nora Bierich).
- Kurausu Hainrihhi (Klaus Heinrich, クラウス・ハインリッヒ): Nō wo iu muzukashisa (ノーを言う難しさ). 法政大学出版局・叢書ウニベルシタス (Hōseidaigakushuppankyoku) 2000 (aus dem Deutschen ins Japanische).
- Kitarô Nishida: Philosophie der Physik. Leipziger Universitätsverlag, Leipzig, 2012 (aus dem Japanischen ins Deutsche, mit Max Groh).
- Manfuredo Shupizzā (Manfred Spitzer, マンフレド・シュピッツァー): Dejitaru demenchia - kodomo no shikōryoku wo ubau dejitaru ninchishōgai (デジタル・デメンチア――子どもの思考力を奪うデジタル認知障害). 講談社 (Kōdansha) 2014 (unter Leitung von Murai Toshiya (村井俊哉)).
- Shutefi Rihitā (Steffi Richter, シュテフィ・リヒター): Tatakau nihongaku – shōhi bunka, rosujene, purekari-ka no hate ni (闘う日本学――消費文化・ロスジェネ・プレカリ化の果てに). 新曜社 (Shin’yōsha) 2020 (aus dem Deutschen ins Japanische).
- Yoshiharu Tsuge: Yoshios Jugend. Reprodukt, Berlin, 2021 (mit Nora Bierich, Vorwort).
- Arata Isozaki: „Das Japanische“ in der Architektur. Edition AK, Saarbrücken, 2025 (mit Nora Bierich).